# 독일계 오스트레일리아인
독일계 오스트레일리아인(독일어: Deutsch-Australier)은 독일 혈통의 오스트레일리아인이다. 독일계 오스트레일리아인은 오스트레일리아에서 가장 큰 혈통 그룹 중 하나이며, 독일계는 영어, 아일랜드어, 스코틀랜드어, 이탈리아어 다음으로 오스트레일리아에서 다섯 번째로 많이 확인되는 유럽계 혈통이다. 독일계 오스트레일리아인은 전 세계 독일계 디아스포라에서 가장 큰 그룹 중 하나이다.

## 역사
|                              | 도착자 수 1949년 7월 – 2000년 6월 | 1940년 7월 – 1959년 6월 | 1959년 7월 – 1970년 6월 |
| ---------------------------- | --------------------------------- | ----------------------- | ----------------------- |
| 독일에서 온 이민자 도착자 수 | 255,930                           | 162,756                 | 50,452                  |
| 총 이민자 도착자 수          | 5,640,638                         | 1,253,083               | 1,445,356               |
| 독일 이민자 비율             | 4.5%                              | 13.0%                   | 3.5%                    |

독일인들은 1788년 유럽인 정착이 시작된 이래로 오스트레일리아에 있었다. 적어도 73명의 독일인이 죄수 신분으로 오스트레일리아에 도착했다.

### 19세기
독일인들은 20세기까지 오스트레일리아에서 비영어권 최대 그룹을 형성했다.

#### 구 루터교도
구 루터교도들은 1817년 프로이센 연합에 대한 반발로 이주하여 자체적으로, 그리고 카벨-프리츠셰 시노드와 같은 다른 독일어 사용자들과 함께 교회를 조직했다.
몇몇 개인들이 더 일찍 이주했지만, 독일인들의 첫 대규모 그룹은 1838년 사우스오스트레일리아주에 도착했는데, 영국의 사우스오스트레일리아주 식민지화 직후였다. 이 "구 루터교도"들은 당시 프로이센 지방이었던 브란덴부르크주 출신이었으며, 그들의 전통적인 신앙을 보존하려 했다. 그들은 조지 파이프 앵거스와 이민 기금의 재정 지원으로 이주했다. 이후 도착한 모든 이들이 이러한 종교적 동기를 공유한 것은 아니지만, 루터교회는 20세기까지 독일인 정착민들의 삶의 중심에 남아있었다.

#### 48년 혁명 참여자
48년 혁명 참여자는 1848년 유럽 혁명에 참여하거나 지지했던 사람들을 일컫는 용어이다. 많은 이들이 이 혁명의 결과로 이주했다. 특히 "독일 3월 혁명"의 궁극적인 실패 이후, 상당수의 독일인들이 오스트레일리아로 이민을 왔다.

### 20세기
1900년까지 독일인들은 영국인, 아일랜드인, 스코틀랜드인에 이어 대륙에서 네 번째로 큰 유럽계 민족 집단이었다. 1914년까지 독일계 오스트레일리아인(2세대 및 3세대 독일 태생 이민자의 후손으로 출생으로 오스트레일리아인이 된 사람들을 포함)의 수는 약 10만 명으로 추정되었다.
두 세계 대전 내내 독일계 혈통의 오스트레일리아인들은 "내부의 적"으로 간주되었고, 많은 사람들이 억류되거나 추방되거나 둘 다 당했다. 독일계 오스트레일리아인에 대한 박해에는 독일 학교 폐쇄, 정부 학교에서의 독일어 사용 금지, 많은 독일 지명의 변경 등이 포함되었다. 박해를 피하거나 새로운 조국에 헌신함을 보여주기 위해 많은 독일계 오스트레일리아인들은 자신들의 이름을 영어식 또는 프랑스어식으로 변경했다. 제2차 세계 대전 중 오스트레일리아는 또한 영국에서 추방된 2,542명의 "적국인"을 수용하는 장소이기도 했다. 이들은 blanket 추방으로 추방된 많은 오스트리아 및 독일 국적자들과 수많은 이탈리아 시민들로 구성되었다. 항해 중의 비인간적인 대우로 악명 높았던 2,053명의 반나치 인사, 451명의 전쟁 포로, 그리고 약 55명의 나치 동조자 및 기타 인물들은 1940년 프랑스 함락 직후 HMT 두네라를 통해 리버풀을 떠났다.
제2차 세계 대전 이후, 오스트레일리아는 대규모의 독일계 실향민 유입을 받았다. 이들은 오스트레일리아 전후 이민자의 상당 부분을 차지했다. 전쟁 직후 ESTEA 계획을 통해 많은 독일 과학자들이 영입되었으며, 그들 중 일부는 SS 파르티잔카와 같은 이민선으로 왔다. 1950년대와 1960년대에는 오스트레일리아 정부가 추진한 이민 지원 프로그램에 따라 독일 이민이 계속되었다. 2000년 7월까지 독일은 영국, 아일랜드, 이탈리아, 뉴질랜드에 이어 오스트레일리아에 도착한 정착 이민자들의 다섯 번째로 흔한 출생지였다. 1991년까지 오스트레일리아에는 112,000명의 독일 태생이 있었다.

#### 제1차 세계 대전

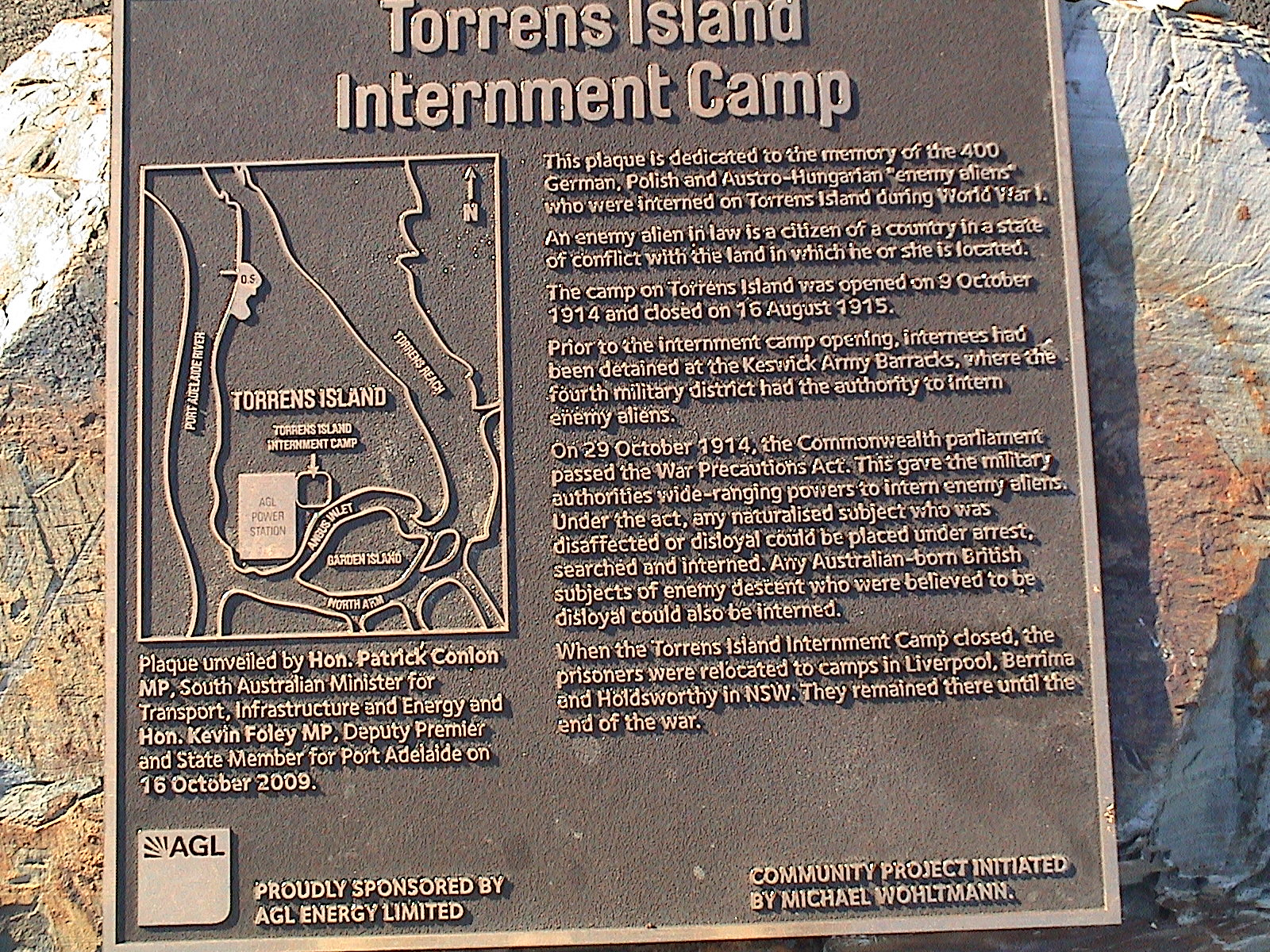
토렌스 섬에 있는 억류 수용소를 기념하는 명판

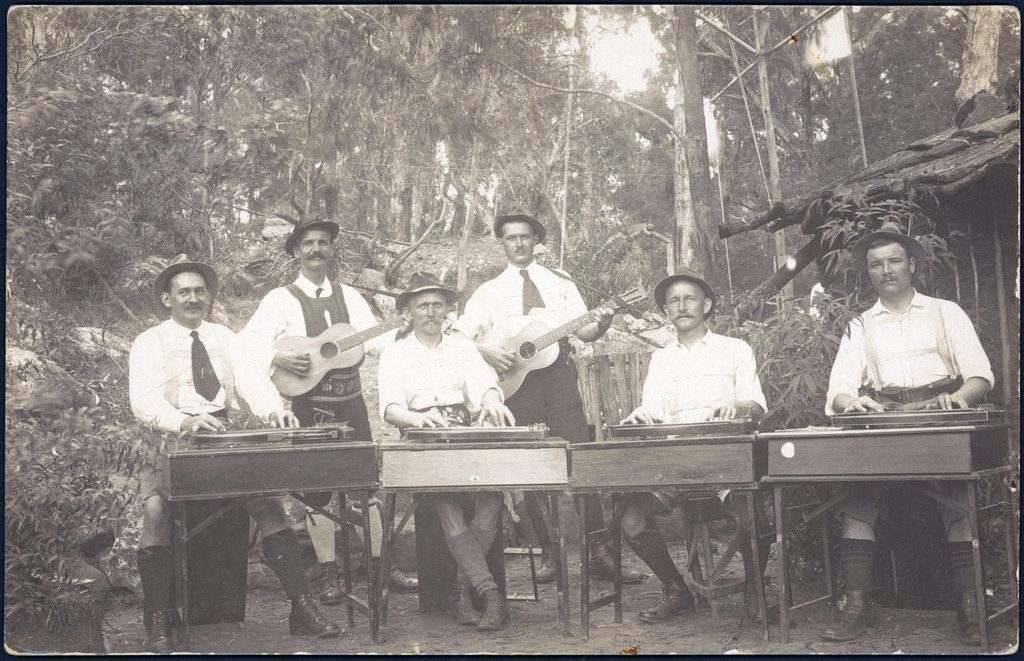
베리마 수용소에서 치터와 기타를 연주하는 독일인 억류자 그룹

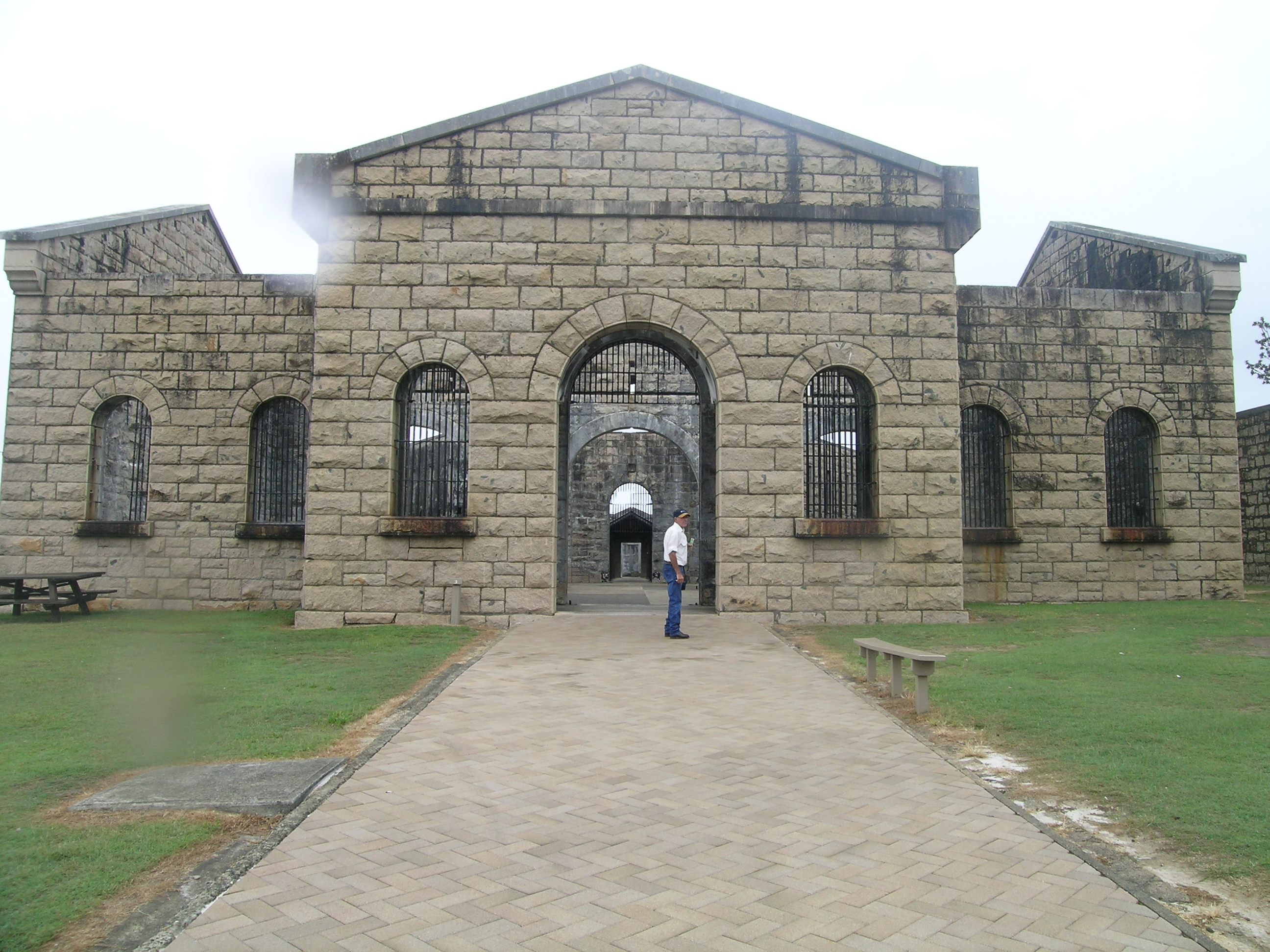
트라이얼 베이 교도소

억류 수용소는 제1차 세계 대전 중 오스트레일리아 육군에 의해 유지되었다. 당시에는 강제 수용소로도 묘사되었다. 베리마와 트라이얼 베이 교도소의 오래된 교도소 건물은 처음에 뉴사우스웨일스주의 수용소 위치로 사용되었다.
제1차 세계 대전에서 가장 큰 억류 수용소는 시드니 서쪽에 위치한 홀스워시 억류 수용소였다. 베리마; 버크; 홀스워시; 트라이얼 베이(모두 뉴사우스웨일스주); 에노게라, 퀸즐랜드주; 랭와린, 빅토리아주; 피시윅, 오스트레일리아 수도 준주의 몰롱글로 수용소; 로트네스트섬, 웨스턴오스트레일리아주; 토렌스섬, 사우스오스트레일리아주에 수용소가 있었다. 소규모 및 임시 억류 수용소도 브루니섬, 태즈메이니아주; 포트 라지, 사우스오스트레일리아주; 가든 아일랜드, 웨스턴오스트레일리아주에 설치되었다. 1914년 말부터 1915년 말까지 운영된 로트네스트섬의 수용소는 1915년 9월에 989명을 수용했다. 이 그룹에는 841명의 오스트레일리아 및 오스트리아 억류자, 그리고 148명의 전쟁 포로가 포함되었다. 오스트레일리아 전쟁기념관 단체의 성명에 따르면, 제1차 세계 대전 동안 총 7,000명이 억류되었으며, 이 중 약 4,500명은 이미 오스트레일리아에 오랫동안 거주했던 독일인과 독일계 영국인이었다. 이는 독일계 오스트레일리아 인구의 약 4.5%가 억류 수용소에 수용되었다는 것을 의미했다.
태평양, 중국, 동남아시아 전선에서 포로로 잡힌 독일 황립해군 장교와 병사들을 위한 가장 큰 억류 수용소 중 하나는 트라이얼 베이 교도소였다. 억류된 사람들 중에는 배에서 붙잡힌 독일 및 오스트리아 사업가들뿐만 아니라 적군에 동조하는 것으로 추정되는 오스트레일리아에 거주하는 부유하고 고위층의 독일인 및 오스트리아인도 있었다. 이 수용소는 1915년 8월에 개설되었으며, 최고조에 달했을 때 580명의 남성을 수용했다. 억류자들은 감옥 내 독방에 수용되었으며, 사회적 또는 군사적 지위가 높은 사람들은 만의 오두막에 수용되었다. 포로들은 해변에서 수영, 낚시, 일광욕을 하거나 직접 만든 감옥 마당의 코트에서 테니스를 칠 수 있었다. 1916년에는 고트홀트 에프라임 레싱의 희극 미나 폰 바른헬름을 연극으로 공연했다. 그들은 자체 오케스트라를 가지고 있었고 1917년에는 주 1회 발행되는 자체 신문 Welt am Montag(번역: 월요일의 세계)을 창간했다. 수용소에서 사망한 네 명의 독일인을 기리기 위해 억류자들은 트라이얼 베이 언덕에 기념비를 세웠다. 억류자들은 독일 전함이 만에 상륙할 수 있다는 우려 때문에 1918년에 시드니 근처의 홀스워시 억류 수용소(현재 홀스워시 병영)로 옮겨졌다. 독일의 연합군 묘지가 훼손되었다는 사실이 알려진 후, 억류자들의 기념비는 파괴되었다. 1960년에 다시 세워졌으며 현재는 언덕의 기념관으로 이어진다.
일부 오스트레일리아인들은 포로들이 너무 잘 대우받고 있다고 믿었다. 그러나 그들은 지속적인 감시를 받았고, 그들의 우편은 검열되었으며, 외부 세계와의 접촉(다른 수용소의 억류자들과의 접촉 포함)은 허용되지 않았다.
웨스턴오스트레일리아주에서 온 많은 억류자들은 HMAS 시드니에 의해 패배한 SMS 엠덴의 독일 해군 193명을 포함하여 뉴사우스웨일스주의 수용소로 이송되었다.
전쟁이 끝난 후, 수용소는 폐쇄되었고 대부분의 수감자들은 추방되었다. 그러나 독일 이민은 1925년에야 다시 합법화되었다. 그 결과 독일 인구는 천천히 증가하다가 1933년 아돌프 히틀러의 권력 장악과 함께 결국 중단되었다.

#### 제2차 세계 대전

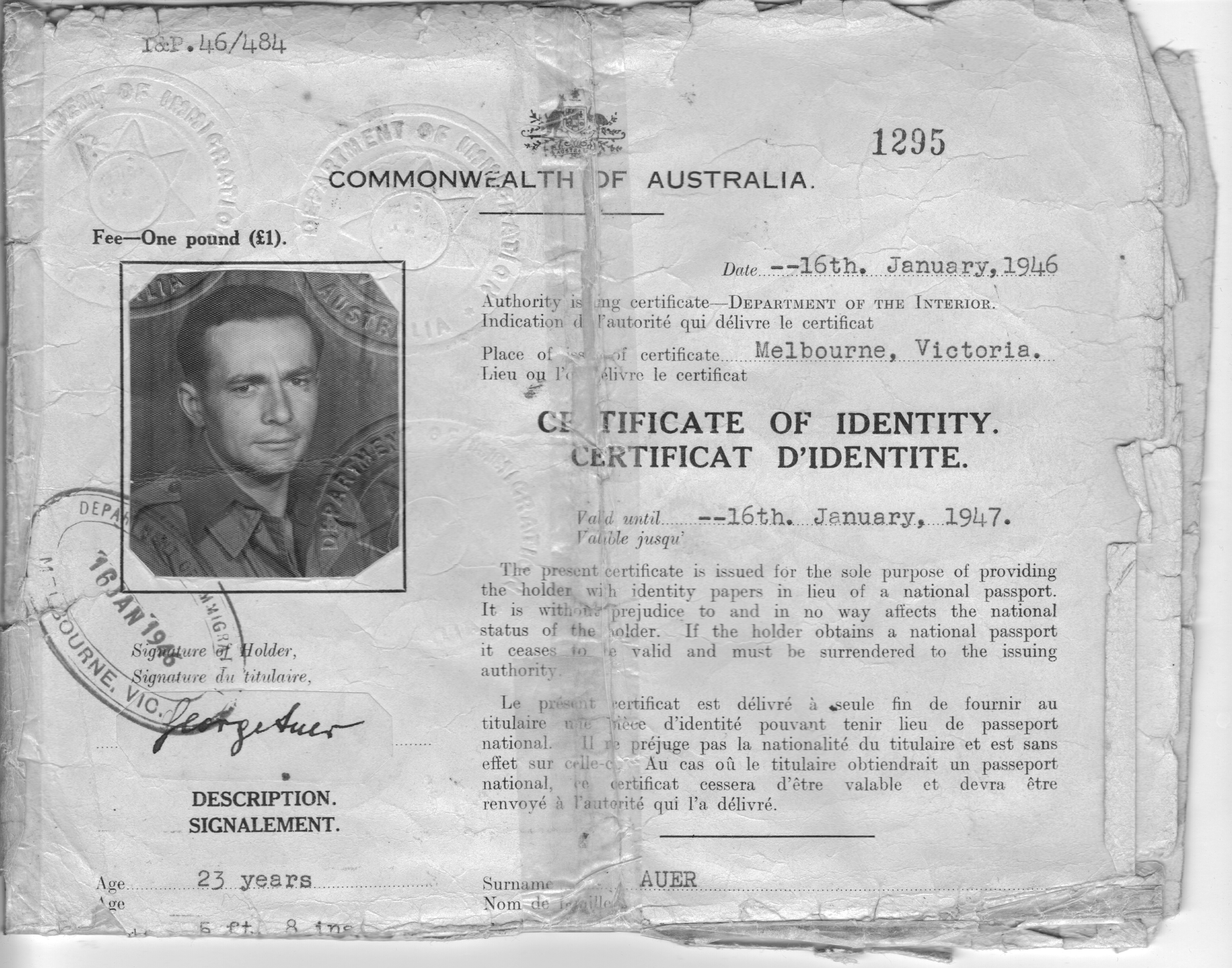
오스트리아 출신의 유대인으로 HMT 두네라를 타고 오스트레일리아에 온 게오르크 아우어. 그는 1942년까지 억류되었다가 나중에 오스트레일리아 육군에 입대했다.

제1차 세계 대전에서는 대부분의 억류자들이 독일계였다. 그러나 제2차 세계 대전에서는 많은 수의 이탈리아인과 일본인도 수감되었다. 여성과 어린이를 포함한 억류자들은 핀란드, 헝가리, 포르투갈, 그리고 소련을 포함한 30개 이상의 다른 나라에서 왔다. 수감된 오스트레일리아 거주자들 외에도 해외에서 체포되어 오스트레일리아로 이송된 독일계 및 일본계 사람들도 있었다. 이들은 영국, 팔레스타인, 이란, 현재의 싱가포르, 말레이시아, 인도네시아, 뉴질랜드, 누벨칼레도니에서 왔다. 이들 그룹 중 첫 번째는 1940년 영국에서 HMT 두네라를 타고 도착했으며 그들의 목적지는 뉴사우스웨일스주의 헤이 억류 및 전쟁 포로 수용소였다.
제2차 세계 대전의 억류 수용소는 세 가지 이유로 건설되었다: 거주자들이 오스트레일리아의 적을 지원하도록 허용할 수 없었고, 대중을 달래야 했으며, 해외에서 붙잡혀 오스트레일리아로 이송된 사람들을 수용해야 했다. 모든 일본인은 즉시 수감되었지만, 나치 독일과 파시스트 이탈리아의 전범이 발견된 후에야 독일인과 이탈리아인이 억류 수용소로 보내졌다. 이것은 특히 오스트레일리아 북부에 거주하는 사람들에게 해당되었는데, 그곳이 적군이 침공할 것으로 예상되는 곳이었기 때문이다. 오스트레일리아 이탈리아인의 20% 이상이 억류 수용소에 수용되었으며, 적군과 관련된 총 7,000명의 사람들이 수용되었고, 이 중 1,500명은 영국 국적자였다. 해외에서 온 8,000명이 오스트레일리아 수용소에 구금되었고, 1942년에는 전국적으로 총 12,000명의 억류자들이 수용되어 수용소가 가장 큰 규모였다. 독일계 영국인 외에도 오스트레일리아 파시스트들도 수감을 피할 수 없었다. 오스트레일리아 퍼스트 운동의 주요 멤버들, 예를 들어 아델라 팽크허스트와 P. R. 스테판슨도 억류되었다.

## 인구 통계

2016년 인구조사 기준, 통계 지역 단위로 지리적으로 나눈 오스트레일리아 인구 대비 독일계 혈통 인구 비율.

독일계 오스트레일리아인은 오스트레일리아에서 가장 큰 혈통 그룹 중 하나이며, 독일계는 영어, 아일랜드어, 스코틀랜드어, 이탈리아어 다음으로 오스트레일리아에서 다섯 번째로 많이 확인되는 유럽계 혈통이다. 독일계 오스트레일리아인은 전 세계 독일계 디아스포라에서 가장 큰 그룹 중 하나이다. 2021년 인구조사에서 1,026,135명의 응답자가 독일 혈통(단독 또는 다른 혈통과 조합)을 가지고 있다고 응답했으며, 이는 전체 오스트레일리아 인구의 4%에 해당한다. 2021년 인구조사에서 독일에서 태어난 오스트레일리아 거주자는 101,255명이었다.
2021년 인구조사에서 독일계 혈통을 지명한 거주자가 가장 많은 주와 준주는 퀸즐랜드주 (309,723명), 뉴사우스웨일스주 (242,546명), 빅토리아주 (212,907명), 사우스오스트레일리아주 (135,225명), 웨스턴오스트레일리아주 (78,337명)였다. 따라서 독일계 오스트레일리아인은 퀸즐랜드주와 사우스오스트레일리아주에서 인구 대비 과대 대표된다.
2001년 12월, 오스트레일리아 외교통상부는 독일에 거주하는 오스트레일리아 시민이 15,000명으로 추정했다.
오스트레일리아 통계청이 2004년에 발표한 인구조사 자료에 따르면, 독일계 오스트레일리아인은 종교별로 루터교회 32.8%, 가톨릭교 21.7%, 성공회 16.5%, 무교 24.8%, 기타 종교 4.2%이다.
2001년 오스트레일리아에서 독일어를 가정에서 사용하는 사람은 76,400명이었다. 독일어는 영어, 중국어, 이탈리아어, 그리스어, 아랍어, 베트남어, 스페인어, 타갈로그어에 이어 국내에서 여덟 번째로 많이 사용되는 언어이다.

## 문화
오스트레일리아 와인 산업은 19세기 독일인 정착민들의 창조물이었다.
독일 문화원은 오스트레일리아에서 활발히 활동하고 있으며, 멜버른과 시드니에 지부가 있다.
사우스오스트레일리아 독일 협회는 브루클린 파크 오스트레일리아에서 연례 전통적인 애들레이드 슈첸페스트를 개최했다.

### 교육
오스트레일리아에는 다음과 같은 독일 국제 학교가 있다:
- 시드니 독일 국제 학교
- 멜버른 독일 학교

### 미디어
역사적으로 독일 신문은 초기 정착민들에 의해 설립되었지만, 1850년대-1860년대 빅토리아 골드러시로 인한 인력 부족으로 많은 신문이 폐간되거나 합병되었다. 가장 초기의 사우스오스트레일리아주 신문 중 일부는 주로 독일어로 인쇄되었으며, 다음을 포함한다.
- 오스트레일리아 식민지를 위한 독일 우편 (1848–1850) – 애들레이드: 오스트레일리아 최초의 비영어권 신문[27]
- 남오스트레일리아 신문 (1850–1851) – 애들레이드
- 남오스트레일리아를 위한 독일 신문 (1851) – 타눈다
- 애들레이더 도이치 자이퉁 (1851–1862) – 애들레이드: 이 신문은 또한 최초로 오락 부록인 진지함과 농담을 위한 전단을 발행한 독일어 신문이었다.[28]
- 남오스트레일리아 신문 (1860–1874) – 타눈다/애들레이드
- 오스트레일리아 오락지 (1862–1916) – 타눈다: 남오스트레일리아 신문과 오스트레일리아 신문의 부록
- 타눈다 독일 신문 (1863–1869) – 타눈다; 나중에 오스트레일리아 독일 신문으로 개명
- 오스트레일리아 독일 신문 (1870–1874) – 타눈다/애들레이드: 멜버른 판도 1870–1872년에 인쇄되었다.
- 새 독일 신문 (1875–1876) – 애들레이드: 오스트레일리아 신문에 대한 반대 신문
- 오스트레일리아 신문 (1875–1916) – 타눈다/애들레이드: 남오스트레일리아 신문과 오스트레일리아 독일 신문의 합병으로 형성; 제1차 세계 대전으로 폐간
- 오스트레일리아 신문 (1927–1929) – 타눈다: 부흥 시도
- 애들레이드 우편 (1960–1962) – 애들레이드: 시드니 기반의 Die Woche in Australien(독일어판)의 사우스오스트레일리아판.
- 새 오스트레일리아 우편 (1984–1993), 솔즈베리

스페셜 브로드캐스팅 서비스는 SBS 라디오 2에서 매주 평일 오후 7시부터 8시까지 독일어 라디오 프로그램을 방송한다. 또한 독일 방송사 도이치 벨레의 Der Tag 뉴스 프로그램을 매일 아침 월드워치 프로그램 블록의 일부로 방송한다.

### 독일인이 설립한 선교회
오스트레일리아로 이주하여 선교소를 설립하고 애버리지니와 협력하여 그들의 언어와 문화를 보존하는 데 기여한 많은 독일인 선교사들이 있었다.
- 1838년: 클라모르 빌헬름 쉬르만 목사(1815–1893)와 크리스티안 고트로프 타이헬만(1807–1893)은 1838년부터 1845년까지 애들레이드의 피르타와들리 (또는 필타워들리) 원주민 지역을 설립하고 운영하며 현지 카우르나어를 배우고, 카우르나족에게 그들 자신의 언어로 가르치고 텍스트를 번역했다. 나중에 사무엘 클로세가 합류했다. 그들의 작업은 21세기에 언어가 거의 사라진 후 언어 부활의 기초를 제공했다.[30]
- 1892년: 칼 슈트렐로프는 1892년부터 사우스오스트레일리아주 북부의 킬랄파닌나 선교회 (베데스다라고도 함)에서, 그리고 1894년 10월부터는 예술가들로 유명한 헤르만스버그, 노던준주 (핀케 강이라고도 함)에서 아내 프리다 슈트렐로프와 함께 봉사했던 인류학자, 언어학자, 계보학자였다. 그들은 저명한 인류학자 테드 슈트렐로프의 부모였다.[31]
- 1901년: 독일 팔로티회 선교사들이 웨스턴오스트레일리아주의 비글 베이 선교회 선교소 운영을 인계받았다.[32]
- 비디아단가의 라 그랑주 선교회 (1955/6–1985)는 토마스 바흐마이어(1872–1918)가 운영했다. "계몽된" 선교회로 간주되었으며, 문화 적응과 전통적인 관습 및 의무에 대한 존중을 강력히 강조했다.[33]

## 주목할 만한 독일계 오스트레일리아인
마커스 주삭||1975||작가||오스트레일리아 출생||독일 혈통

| 이름                    | 출생        | 설명                                                | 오스트레일리아와의 연관성           | 독일과의 연관성                                    |
| ----------------------- | ----------- | --------------------------------------------------- | ----------------------------------- | -------------------------------------------------- |
| 에릭 아베츠             | 1958        | 오스트레일리아 상원의원                             | 1961년 독일에 이민                  | 독일 출생                                          |
| 휴고 알펜               | 1842        | 오스트레일리아 작곡가                               | 1858년 도착                         | 독일 출생                                          |
| 에릭 바나               | 1968        | 오스트레일리아 배우                                 | 오스트레일리아 출생                 | 독일인 어머니                                      |
| 제라드 브레넌           | 1928        | 판사이자 은퇴한 오스트레일리아 대법원장 (1995–1998) | 오스트레일리아 출생                 | 독일인 외가 혈통                                   |
| 베티나 아른트           | 1949        | 성심리학자 및 페미니즘 비평가                       | 영국 출생                           | 독일인 아버지                                      |
| 하인츠 아른트           | 1915        | 경제학자                                            | 오스트레일리아 이민                 | 독일 출생                                          |
| 아담 반트               | 1972        | 정치인                                              | 오스트레일리아 출생                 | 독일 혈통                                          |
| 숀 베리건               | 1978        | 럭비 리그 선수                                      | 오스트레일리아 출생                 | 독일 혈통                                          |
| 헨리 볼트               | 1908        | 정치인 (빅토리아 주지사)                            | 오스트레일리아 출생                 | 독일 혈통                                          |
| 디터 브루머             | 1976        | 드라마 배우                                         | 오스트레일리아 출생                 | 독일 혈통                                          |
| 어니스트 버그만         | 1885        | 성공회 주교 및 사회 정의 운동가                     | 오스트레일리아 출생                 | 독일 혈통                                          |
| 메러디스 버그만         | 1947        | 정치인 (오스트레일리아 노동당)                      | 오스트레일리아 출생                 | 독일 혈통                                          |
| 볼프강 데겐하르트       | 1924        | 예술가                                              | 오스트레일리아 이민                 | 독일 출생                                          |
| 조지 새빈 드 샤네트     | 1861        | 작곡가                                              | 1884년 도착                         | 독일 출생                                          |
| 칼 디터리히             | 1945        | 오스트레일리아 풋볼 선수                            | 오스트레일리아 출생                 | 독일 혈통                                          |
| 스콧 드링크워터         | 1997        | 럭비 리그 선수                                      | 오스트레일리아 출생                 | 독일 혈통                                          |
| 앤드류 에팅스하우젠     | 1965        | 럭비 리그 선수                                      | 오스트레일리아 출생                 | 독일 혈통                                          |
| 팀 피셔                 | 1946        | 정치인 (오스트레일리아 부총리)                      | 오스트레일리아 출생                 | 독일 혈통                                          |
| 브래드 피틀러           | 1972        | 럭비 리그 선수                                      | 오스트레일리아 출생                 | 독일 혈통                                          |
| 해리 프라이             | 1951        | 크리켓 선수                                         | 오스트레일리아 이민                 | 독일 출생                                          |
| 요하네스 프리츠슈       | 1960        | 지휘자                                              | 오스트레일리아에서 활동 및 거주     | 독일 출생                                          |
| 고트하르트 프리츠셰     | 1797        | 루터교 목사                                         | 오스트레일리아 이민                 | 독일 출생                                          |
| 켄 그렌다               | 1945        | 사업가 및 자선사업가                                | 오스트레일리아 출생                 | 독일 혈통                                          |
| 마이클 그렌다           | 1964        | 올림픽 사이클 선수                                  | 오스트레일리아 출생                 | 독일 혈통                                          |
| 앙드레 하머마이어       | 1956        | 정치인 (오스트레일리아 노동당)                      | 오스트레일리아 이민                 | 독일 출생                                          |
| 하인리히 하우슬러       | 1984        | 사이클 선수                                         | 오스트레일리아 출생                 | 독일 혈통                                          |
| 조지 하인츠             | 1891        | 오스트레일리아 풋볼 선수                            | 오스트레일리아 출생                 | 독일 혈통                                          |
| 크리스티안 헬레만       | 1881        | 작곡가                                              | 오스트레일리아 출생                 | 독일 혈통                                          |
| 한스 하이젠             | 1877        | 풍경화가                                            | 오스트레일리아 이민                 | 독일 출생                                          |
| 벤 힐펜하우스           | 1983        | 크리켓 선수                                         | 오스트레일리아 출생                 | 독일 혈통                                          |
| 버트 힝클러             | 1892        | 비행사                                              | 오스트레일리아 출생                 | 독일 혈통                                          |
| 해럴드 홀트             | 1908        | 제17대 오스트레일리아 총리                          | 오스트레일리아 출생                 | 독일 혈통                                          |
| 헤르만 홈버그           | 1874        | 정치인                                              | 오스트레일리아 출생                 | 독일 혈통                                          |
| 모리츠 호이첸로더       | 1849        | 작곡가                                              | 1871년 도착                         | 독일 출생                                          |
| 데이비드 자네츠키       | 1978        | 정치인                                              | 오스트레일리아 출생                 | 독일 혈통                                          |
| 아우구스트 카벨         | 1798        | 루터교 목사                                         | 오스트레일리아 이민                 | 독일 출생                                          |
| 크리스티나 케닐리       | 1968        | 정치인 (뉴사우스웨일스 주지사, 나중에 상원의원)     | 미국에서 오스트레일리아 이민        | 독일 혈통                                          |
| 베르데트 케슬러         | 1994        | 배드민턴 선수                                       | 오스트레일리아 출생                 | 독일인 아버지                                      |
| 데이비드 클레머         | 1993        | 럭비 리그 선수                                      | 오스트레일리아 출생                 | 독일 혈통                                          |
| 데이비드 코흐           | 1956        | 텔레비전 진행자                                     | 오스트레일리아 출생                 | 독일 혈통                                          |
| 제라드 크레프트         | 1830        | 동물학자 및 고생물학자                              | 오스트레일리아 이민                 | 독일 출생                                          |
| 소니아 크루거           | 1965        | 텔레비전 진행자, 미디어 인물, 댄서                  | 오스트레일리아 출생                 | 독일 혈통                                          |
| 디천 래크먼             | 1982        | 배우 및 프로듀서                                    | 오스트레일리아 애들레이드에서 성장  | 네팔 카트만두 출생, 독일계 오스트레일리아인 아버지 |
| 루트비히 라이히하르트   | 1813        | 탐험가                                              | 오스트레일리아 이민                 | 독일 출생                                          |
| 다렌 레만               | 1970        | 크리켓 선수                                         | 오스트레일리아 출생                 | 독일 혈통                                          |
| 칼 링거                 | 1810        | 작곡가                                              | 오스트레일리아 이민                 | 독일 출생                                          |
| 스튜어트 뢰베           | 1968        | 오스트레일리아 풋볼 선수                            | 오스트레일리아 출생                 | 독일 혈통                                          |
| 배즈 루어먼             | 1962        | 영화 감독, 각본가, 프로듀서, 배우                   | 오스트레일리아 출생                 | 독일 혈통                                          |
| 베르타 맥나마라         | 1853        | 사회주의자 및 페미니스트                            | 오스트레일리아 이민                 | 독일 출생                                          |
| 존 모내시               | 1865        | 오스트레일리아 장군                                 | 오스트레일리아 출생                 | 독일계(유대인) 부모                                |
| 페르디난트 폰 뮐러      | 1825        | 식물학자, 지질학자, 의사                            | 오스트레일리아 이민                 | 독일 출생                                          |
| 데이비드 나이츠         | 1975        | 오스트레일리아 풋볼 선수                            | 오스트레일리아 출생                 | 독일 혈통                                          |
| 나딘 노이만             | 1975        | 올림픽 수영 선수                                    | 오스트레일리아 출생                 | 독일 혈통                                          |
| 올리비아 뉴턴존         | 1948        | 배우, 가수, 인도주의자                              | 오스트레일리아 이민                 | 독일계(유대인) 어머니 (막스 보른의 딸)             |
| 휴버트 오퍼만           | 1904        | 사이클 선수 및 정치인                               | 오스트레일리아 출생                 | 독일 혈통                                          |
| 애너스타시아 팔라슈추크 | 1969        | 제39대 퀸즐랜드 주지사                              | 오스트레일리아 출생                 | 독일 혈통                                          |
| 라이문트 페초치         | 1941년 사망 | 작곡가                                              | 1889년 도착                         | 독일 출생                                          |
| 아서 필립               | 1738        | 뉴사우스웨일스 초대 총독                            | 1788–1792년 뉴사우스웨일스에서 복무 | 독일인 아버지                                      |
| 잉고 라데마허           | 1971        | 드라마 배우                                         | 오스트레일리아 이민                 | 독일 출생                                          |
| 잭 리월트               | 1988        | 오스트레일리아 풋볼 선수                            | 오스트레일리아 출생                 | 독일 혈통                                          |
| 닉 리월트               | 1982        | 오스트레일리아 풋볼 선수                            | 오스트레일리아 출생                 | 독일 혈통                                          |
| 마고 로비               | 1990        | 오스트레일리아 배우 및 프로듀서                     | 오스트레일리아 출생                 | 어머니가 독일 혈통                                 |
| 마이클 롤프             | 1962        | 오스트레일리아 풋볼 선수                            | 오스트레일리아 출생                 | 독일 혈통                                          |
| 제프리 러시             | 1951        | 배우                                                | 오스트레일리아 출생                 | 독일 혈통                                          |
| 헤르만 자세             | 1895        | 루터교 신학자                                       | 오스트레일리아 이민                 | 독일 출생                                          |
| 존 새틀러               | 1942        | 럭비 리그 선수                                      | 오스트레일리아 출생                 | 독일 혈통                                          |
| 캐슬린 자워비어         | 1903        | 모더니스트 예술가                                   | 오스트레일리아 출생                 | 독일 혈통                                          |
| 크리스 샤흐트           | 1946        | 정치인 (오스트레일리아 노동당) 및 광업 회사 이사    | 오스트레일리아 출생                 | 독일 혈통                                          |
| 만프레드 셰퍼           | 1943        | 축구 선수                                           | 오스트레일리아 이민                 | 독일 출생                                          |
| 제시카 시퍼             | 1986        | 올림픽 수영 선수                                    | 오스트레일리아 출생                 | 독일 혈통                                          |
| 멜러니 슐랭어           | 1986        | 올림픽 수영 선수                                    | 오스트레일리아 출생                 | 독일 혈통                                          |
| 브래드 슈나이더         | 2001        | 럭비 리그 선수                                      | 오스트레일리아 출생                 | 독일 혈통                                          |
| 마크 슈워처             | 1972        | 축구 선수                                           | 오스트레일리아 출생                 | 독일 혈통                                          |
| 에밀리 시봄             | 1992        | 올림픽 수영 선수                                    | 오스트레일리아 출생                 | 독일 혈통                                          |
| 앤서니 시볼드           | 1974        | 럭비 리그 코치                                      | 오스트레일리아 출생                 | 독일 혈통                                          |
| 게르트 셀하임           | 1901        | 예술가                                              | 오스트레일리아 이민                 | 에스토니아 출생, 독일계 부모                       |
| 볼프강 지버스           | 1913        | 사진작가                                            | 오스트레일리아 이민                 | 독일 출생                                          |
| 크리스티안 슈프렌거     | 1985        | 올림픽 수영 선수                                    | 오스트레일리아 출생                 | 독일 혈통                                          |
| 로렌스 스프링보그       | 1968        | 정치인 (자유 국민당)                                | 오스트레일리아 출생                 | 독일 혈통                                          |
| 칼 슈트렐로프           | 1871        | 루터교 선교사                                       | 오스트레일리아 이민                 | 독일 출생                                          |
| 테드 슈트렐로프         | 1908        | 인류학자                                            | 오스트레일리아 출생                 | 독일 혈통                                          |
| 레지널드 스워츠         | 1911        | 정치인 (오스트레일리아 자유당)                      | 오스트레일리아 출생                 | 독일 혈통                                          |
| 마티아스 웅게마흐       | 1968        | 올림픽 조정 선수                                    | 오스트레일리아 이민                 | 독일 출생                                          |
| 마이클 보스             | 1975        | 오스트레일리아 풋볼 선수                            | 오스트레일리아 출생                 | 독일 혈통                                          |
| 셰인 원                 | 1969        | 크리켓 선수                                         | 오스트레일리아 출생                 | 독일인 어머니                                      |
| 크리스 왓슨             | 1867        | 오스트레일리아 총리                                 | 오스트레일리아 이민                 | 칠레 출생, 독일계 아버지                           |
| 셰인 웹케               | 1974        | 럭비 리그 선수                                      | 오스트레일리아 출생                 | 독일 혈통                                          |
| 프레드 베르너           | 1850        | 음악 교수                                           | 1890년 도착                         | 독일 출생                                          |
| 주디스 차이들러         | 1968        | 올림픽 조정 선수                                    | 오스트레일리아 이민                 | 독일 출생                                          |

### 독일인 선교사
오스트레일리아로 이주하여 선교소를 설립하고 애버리지니와 협력하여 그들의 언어와 문화를 보존하는 데 기여한 많은 독일인 선교사들이 있었다.
- 1838년: 클라모르 빌헬름 쉬르만 목사(1815–1893)와 크리스티안 고트로프 타이헬만(1807–1893)은 1838년부터 1845년까지 애들레이드의 피르타와들리 (또는 필타워들리) 원주민 지역을 설립하고 운영하며 현지 카우르나어를 배우고, 카우르나족에게 그들 자신의 언어로 가르치고 텍스트를 번역했다. 나중에 사무엘 클로세가 합류했다. 그들의 작업은 21세기에 언어가 거의 사라진 후 언어 부활의 기초를 제공했다.[35]
- 1892년: 칼 슈트렐로프는 1892년부터 사우스오스트레일리아주 북부의 킬랄파닌나 선교회 (베데스다라고도 함)에서, 그리고 1894년 10월부터는 예술가들로 유명한 헤르만스버그, 노던준주 (핀케 강이라고도 함)에서 아내 프리다 슈트렐로프와 함께 봉사했던 인류학자, 언어학자, 계보학자였다. 그들은 저명한 인류학자 테드 슈트렐로프의 부모였다.[36]
- 1901년: 독일 팔로티회 선교사들이 웨스턴오스트레일리아주의 비글 베이 선교회 선교소 운영을 인계받았다.[37]
- 비디아단가의 라 그랑주 선교회 (1955/6–1985)는 토마스 바흐마이어(1872–1918)가 운영했다. "계몽된" 선교회로 간주되었으며, 문화 적응과 전통적인 관습 및 의무에 대한 존중을 강력히 강조했다.[38]

## 같이 보기
- 독일의 오스트레일리아인
- 바로사 독일어
- 유럽계 오스트레일리아인
- 48년 혁명 참여자
- 독일계 뉴질랜드인
- 오스트레일리아의 독일인 정착
- 독일 문화원
- 오스트레일리아 루터교회 역사
- 오스트레일리아의 이민
- 독일어 이름이 바뀐 오스트레일리아 지명 목록
- 오스트레일리아 루터교회
- 템플 협회 오스트레일리아
- 독일계 디아스포라
- 오스트레일리아-독일 관계

## 내용주
1. ↑  이민다문화부: "1959년 이전에는 출생지별 정착자 도착 자료를 이용할 수 없습니다. 1949년 7월부터 1959년 6월까지의 기간 동안에는 최종 거주 국가별 영구 및 장기 도착자 수가 이 자료의 대리자로 포함되었습니다. 제2차 세계 대전 직후 일부 국가의 이 자료를 해석할 때, 최종 거주 국가가 반드시 출생지와 같지 않은 대규모 실향민이 있었습니다."
2. ↑  이 기간은 10년이 아닌 11년을 포함합니다.

## 더 읽어보기
- Lehmann, Hartmut. "South Australian German Lutherans in the second half of the nineteenth century: A case of rejected assimilation?" Journal of Intercultural Studies 2.2 (1981): 24–42. online
- Lehmann, Hartmut (1985). 《Conflicting Linds of Loyalty: The Political Outlook of the Australischer Christenbote, Melbourne, 1867–1910》. 《Journal of Intercultural Studies》 6. 5–21쪽. doi:10.1080/07256868.1985.9963275.
- Petersson, Irmtraud. German Images in Australian Literature from the 1940s to the 1980s (P. Lang, 1990)
- Seitz, Anne, and Lois Foster. "Dilemmas of immigration—Australian expectations, migrant responses: Germans in Melbourne." Journal of Sociology 21.3 (1985): 414–430. online
- Tampke, Jurgen (2008). 〈독일인〉. 《시드니 사전》. University of New South Wales. 2015년 10월 4일에 확인함. (시드니의 독일인)
- Tolley, Julie Holbrook. "A social and cultural investigation of women in the wine industry of South Australia" (thesis, 2004) online